# Marcin Dołęga
Marcin Dołęga (Łuków, 18 de julio de 1982) es un deportista polaco que compitió en halterofilia. Su hermano Robert también compitió en halterofilia.
Participó en dos Juegos Olímpicos de Verano, en los años 2008 y 2012, obteniendo una medalla de bronce en Pekín 2008, en la categoría de 105 kg. Ganó tres medallas de oro en el Campeonato Mundial de Halterofilia entre los años 2006 y 2010, y una medalla de oro en el Campeonato Europeo de Halterofilia de 2005.

## Palmarés internacional
| Juegos Olímpicos   | Juegos Olímpicos                | Juegos Olímpicos  | Juegos Olímpicos |
| Año                | Lugar                           | Medalla           | Categoría        |
| ------------------ | ------------------------------- | ----------------- | ---------------- |
| 2008               | Pekín (China)                   | Medalla de bronce | 105 kg           |
| Campeonato Mundial |                                 |                   |                  |
| Año                | Lugar                           | Medalla           | Categoría        |
| 2006               | Santo Domingo (Rep. Dominicana) | Medalla de oro    | 105 kg           |
| 2009               | Goyang (Corea del Sur)          | Medalla de oro    | 105 kg           |
| 2010               | Antalya (Turquía)               | Medalla de oro    | 105 kg           |
| Campeonato Europeo |                                 |                   |                  |
| Año                | Lugar                           | Medalla           | Categoría        |
| 2006               | Władysławowo (Polonia)          | Medalla de oro    | 105 kg           |